# Convento de Santo Agostinho (Santiago de Compostela)
O Convento de Santo Agostinho (em galego: Convento de Santo Agostiño; em castelhano: Convento de San Agustín) é um edifício barroco e neoclássico do século XVII situado no centro histórico de Santiago de Compostela, Galiza, Espanha. Antigo convento de Agostinhos Calçados de Arzúa, atualmente é um colégio maior universitário jesuíta.

## Descrição
A construção do convento foi financiada pelo conde de Altamira. As obras decorreram entre 1623 e 1648, segundo um projeto de Bartolomé Fernández Lechuga. Após a extinção das ordens religiosas em Espanha no século XIX, o edifício teve vários usos antes de ser ocupado pelos jesuítas, que o transformaram num colégio.
A igreja é de planta é retangular, com uma nave único com três tramos, coberta com uma abóbada de canhão, cruzeiro (arquitetura), capelas laterais e uma cúpula semiesférica sem tambor. A fachada é de estilo neoclássico, estruturada em dois corpos. Nela se abre um nicho com a imagem da Virgem da Cerca, assim chamada por ter estado num nicho da antiga muralha. O projeto inicial incluía duas torres, das quais apenas existe a da direita, inacabada; a outra foi destruída por um raio em 1788.
No interior destaca-se a escultura processional de Cristo na coluna, uma obra de Diego de Sande, o retábulo-mor, atribuído a Pedro Taboada e datado de 1690, e o retábulo da Imaculada Conceição, datado de 1740 e da autoria de Simón Rodríguez.